# Jean Cousin (Komponist)
Jean Escatefer dit Cousin (* um 1425; † nach 1474) war ein französischer oder frankoflämischer Komponist und Sänger.

## Leben
Jean Cousin diente von 1446 bis 1448 zusammen mit Johannes Ockeghem und elf weiteren Sängern in der Kapelle des Herzogs Karl I. von Bourbon in Moulins.
Zwischen 1448 und 1461 fand er Anstellung in der französischen Hofkapelle, vielleicht schon um 1452, da zu diesem Zeitpunkt Ockeghem Bediensteter des französischen Königs wurde. Erst 1461 ist Cousin dort jedoch als Mitglied der Hofkapelle nachweisbar: anlässlich der Trauerfeier für Karl VII. erhielt er ein Kleid.
Um Cousin die Annahme einer 3. Präbende zu ermöglichen, bat der König Ludwig XI. den Papst, Ockeghem, Cousin und anderen Mitgliedern der königlichen Kapelle den Besitz von drei Benefizien zu erlauben. Dem gab der Papst mit seiner Bulle vom 5. Dezember 1463 statt.
Cousin nahm 1463–64 an den Wahlversammlungen der Stadt Tours teil.
Bis wenigstens 1474 diente Cousin als Sänger und Priester dem französischen König, wobei er 1473 den dritten Platz in der Hierarchie der Hofkapelle erreicht hatte. Wann dieses Amtsverhältnis beendet wurde, ist wegen des Verlustes der Rechnungen der Hofkapelle für die Zeit nach 1474 nicht eruierbar.
Von Cousin ist nur die Missa tubae erhalten geblieben, die ihren Namen von Trompetenmotiven im Tenor und Contratenor ableitet. Eine von Johannes Tinctoris 1473 erwähnte Missa Nigra sum scheint verloren.

## Ausgaben
- Missa tubae. In: Rudolf Flotzinger (Hrsg.): Trienter Codices, Auswahl 7 (= Denkmäler der Tonkunst in Österreich. Band 120). Akademische Druck- und Verlagsanstalt, Graz 1970, S. 3–16 (DNB 1002032466; Inhaltsverzeichnis).